# Малая Колодня
Малая Колодня — река в России, протекает по Тульской области. Правый приток Колодни.

## География
Река Малая Колодня берёт начало у деревни Никольские Выселки. Течёт на восток параллельно автодороге Р139. Впадает в Колодню ниже деревни Храбрищево. Устье реки находится в 9,3 км от устья Колодни. Длина реки составляет 16 км, площадь водосборного бассейна — 76 км².

## Данные водного реестра
По данным государственного водного реестра России относится к Окскому бассейновому округу, водохозяйственный участок реки — Упа от истока и до устья, речной подбассейн реки — Бассейны притоков Оки до впадения Мокши. Речной бассейн реки — Ока.
Код объекта в государственном водном реестре — 09010100312110000019281.